# José Carlos Cracco Neto
José Carlos Cracco Neto vagy egyszerűen: Zé Carlos vagy Zeca (Paranavaí, 1994. május 16. –) brazil labdarúgó, U23-as válogatott. 2021-től a Vasco da Gama balhátvédje.

## Pályafutása

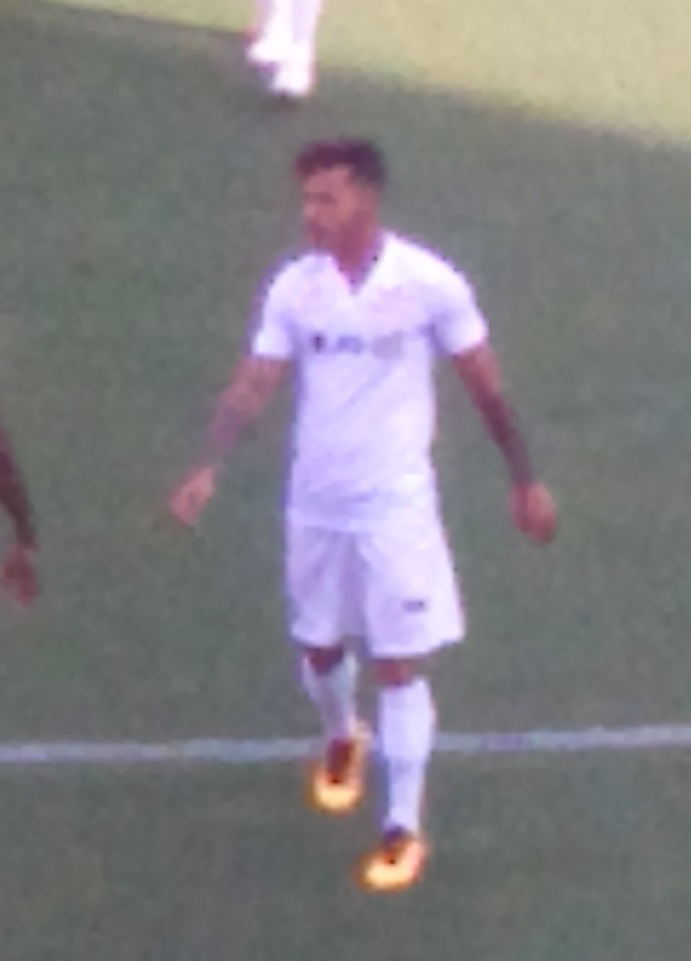
Zeca mérkőzés közben (Santos) 2016-ban

Pályafutása kezdeti szakaszának legnagyobb részét a Santosban töltötte 2006 és 2014 között.
2014 március 9-én debütált a felnőttek között a Santosban egy 4–1-es győztes meccsen, az Oeste csapata ellen. Május 11-én debütált a Série A-ban, a Figueirense elleni idegenbeli bajnokin.
2016. március 31-én lőtte az első gólját profi labdarúgóként  a 4–1-re megnyert mérkőzésen a (Paulistão)
Ferroviária csapata ellen. Első gólját az országos bajnokságban június 12-én egy 2–0-s győztes meccsen a Santa Cruz ellen szerezte.

## Karrier statisztika
2018. május 25-e szerint.
| Klub             | Szezon           | Liga             | Liga     | Liga | Állami Liga | Állami Liga | Kupa     | Kupa | Nemzetközi | Nemzetközi | Más      | Más | Összesen | Összesen |
| Klub             | Szezon           | Bajnokság        | Mérkőzés | Gól  | Mérkőzés    | Gól         | Mérkőzés | Gól  | Mérkőzés   | Gól        | Mérkőzés | Gól | Mérkőzés | Gól      |
| ---------------- | ---------------- | ---------------- | -------- | ---- | ----------- | ----------- | -------- | ---- | ---------- | ---------- | -------- | --- | -------- | -------- |
| Santos           | 2014             | Série A          | 15       | 0    | 1           | 0           | 2        | 0    | —          | —          | —        | —   | 18       | 0        |
| Santos           | 2015             | Série A          | 22       | 0    | 3           | 0           | 10       | 0    | —          | —          | —        | —   | 35       | 0        |
| Santos           | 2016             | Série A          | 31       | 3    | 18          | 1           | 4        | 0    | —          | —          | —        | —   | 53       | 4        |
| Santos           | 2017             | Série A          | 14       | 0    | 11          | 0           | 0        | 0    | 6          | 0          | —        | —   | 31       | 0        |
| összesen         | összesen         | összesen         | 82       | 3    | 33          | 1           | 16       | 0    | 6          | 0          | —        | —   | 137      | 4        |
| Internacional    | 2018             | Série A          | 2        | 0    | —           | —           | —        | —    | —          | —          | —        | —   | 2        | 0        |
| Karrier Összesen | Karrier Összesen | Karrier Összesen | 84       | 3    | 33          | 1           | 16       | 0    | 6          | 0          | 0        | 0   | 139      | 4        |

## Sikerei, díjai

### Klub
Santos
- Campeonato Paulista bajnok (2) : 2015, 2016

Copa São Paulo de Futebol Júnior : 2013, 2014

### Egyéni
- Paulista állami bajnokság az év csapatának tagja: 2016[4]

### Válogatott
Brazília U23
- Olimpiai játékok
  - aranyérmes: 2016, Rio de Janeiro